# معتمدية مدنين الجنوبية
معتمدية مدنين الجنوبية إحدى معتمديات الجمهورية التونسية، تابعة لولاية مدنين.

## قرى معتمدية مدنين الجنوبية
▪︎كوتين.
▪︎أم التمر.